# Animali estinti del Sudamerica
Questa è una lista degli animali estinti del Sudamerica, cioè gli animali che si sono estinti durante la storia di questo continente.

## Mammiferi

### Estinzioni preistoriche
- Arctodus pristinus - Orso dal muso corto nano (Pleistocene)
- Toxodon - Toxodonte (Pleistocene)

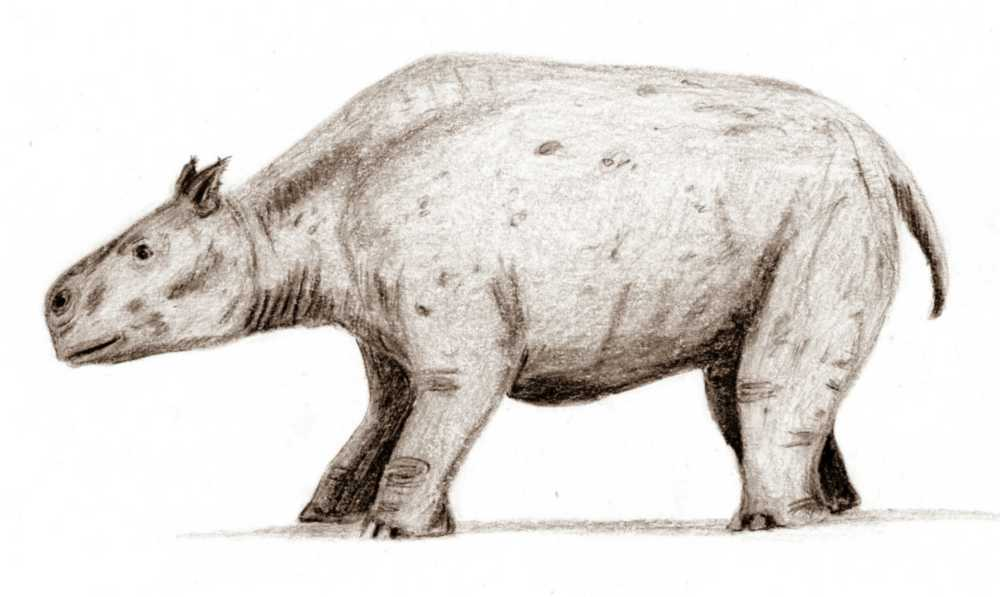
Toxodon

- Pararctotherium pamparum - Pararctoterio (Pleistocene)
- Macrauchenia patachonica - Macrauchenia (Pleistocene)

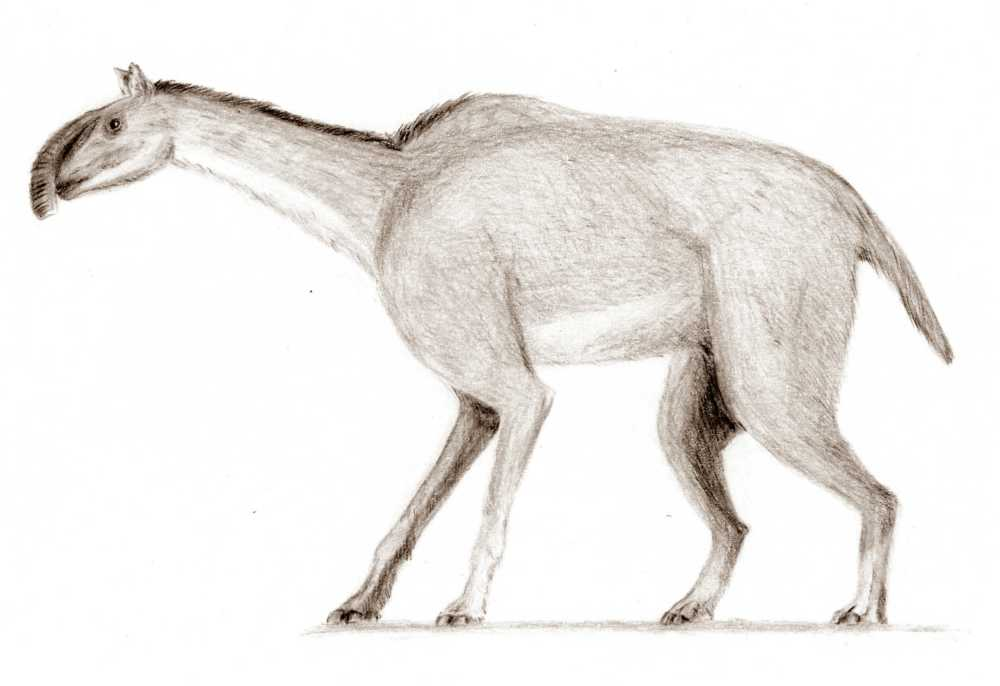
Macrauchenia

- Megatherium - Megaterio (Pleistocene)

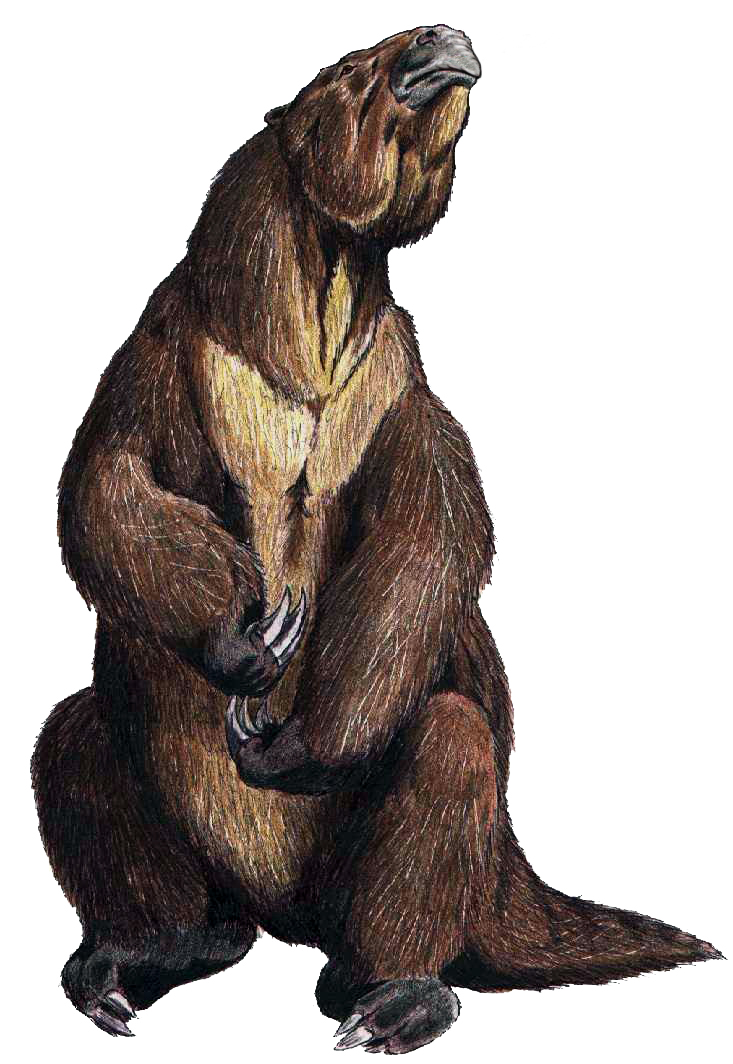
Megatherium

- Doedicurus - Dedicuro (Pleistocene)

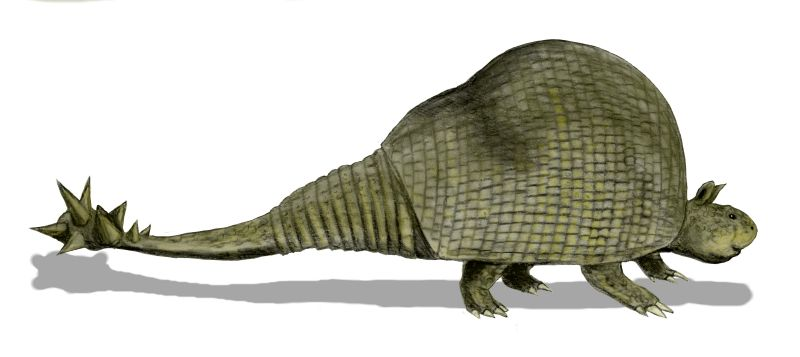
Doedicurus

- Smilodon populator - Smilodonte (Pleistocene)

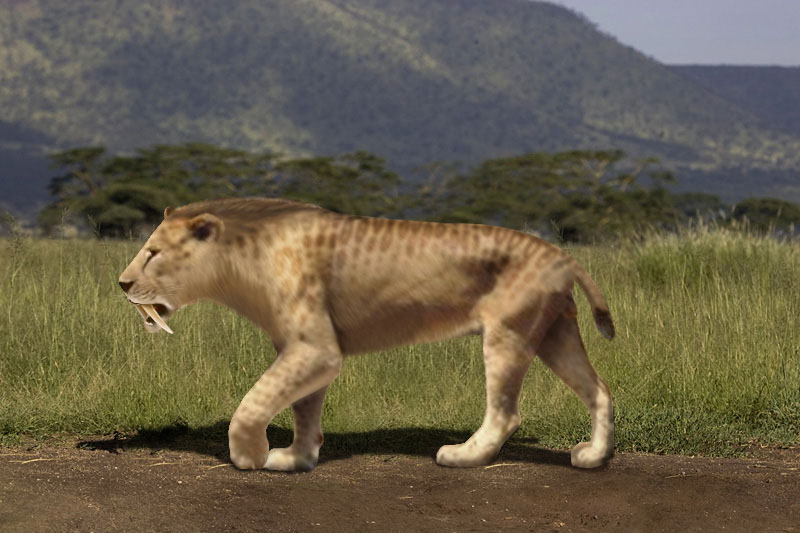
Smilodon populator

- Xenorhinotherium bahiensis (Pleistocene)

### Estinzioni in epoca storica
- Neomonachus tropicalis - foca monaca caraibica
- Nesoryzomys darwini - ratto del riso di Darwin (1930)
- Nesoryzomys indefessus - topo di Indefatigable (1934)
- Oryzomys galapagoensis galapagoensis - ratto del riso di Chatham o ratto del riso di San Cristóbal (1835)
- Dusicyon australis - Warrah (1876)

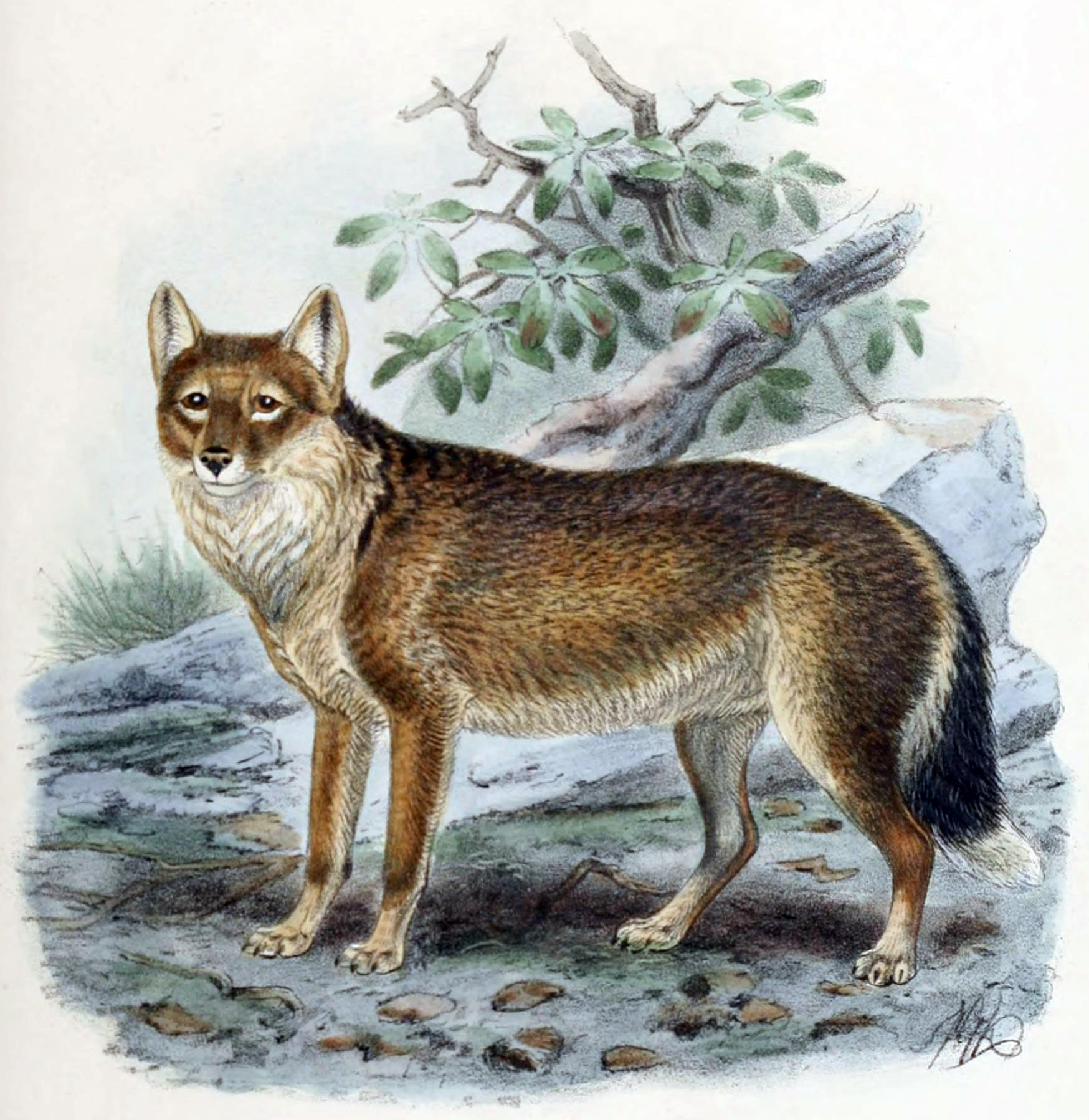
Warrah o «lupo antartico» in un disegno di John Gerrard Keulemans

- Geochelone nigra abingdoni - tartaruga dell'Isola Pinta (2012)

## Uccelli
- Anas georgica niceforoi - anatra beccogiallo di Niceforo (1952)
- Anodorhynchus glaucus - ara glauca (1900)
- Aramides gutturalis - rallo boschereccio dalla gola rossa (1843)
- Geospiza magnirostris magnirostris- fringuello terricolo di Darwin (1957)
- Podiceps andinus - svasso colombiano (1970)

## Anfibi
- Atelopus ignescens (1988)
- Atelopus longirostris (1989)
- Atelopus vogli (1933)
- Phrynomedusa fimbriata (anni venti)
- Incilius periglenes - rospo dorato (1989)

## Pesci
- Orestias cuvieri
- Rhizosomichthys totae - pesce gatto del lago Tota

## Molluschi
- Littoridina gaudichaudii
- Megalobulimus cardosoi
- Tomigerus gibberulus
- Tomigerus turbinatus

## Insetti
- Megadytes ducalis
- Rhantus orbignyi

## Riscoperte
- Calyptura cristata - caliptura crestata («estintasi» nel 1960, riscoperta nel 1996, Brasile, criticamente minacciata)
- Gracilidris, un genere di dolicoderini ritenuto estinto 15-20 milioni di anni fa ritrovato in Paraguay, Brasile e Argentina e descritto nel 2006.
- Hapalopsittaca fuertesi - pappagallo di Fuertes («estintosi» nel 1911, riscoperto nel 2002, Colombia, criticamente minacciato)
- Celeus obrieni - picchio del Caatinga («estintosi» nel 1926, riscoperto nel 2006, Brasile, criticamente minacciato nella lista rossa IUCN del 2007)
- Atelopus cruciger - rana arlecchino del Rancho Grande («estintasi» nel 1982, riscoperta nel 2003, Venezuela)
- Nesoryzomys fernandinae - ratto del riso di Fernandina («estintosi» nel 1980, riscoperto durante dei sopralluoghi nel 1995 e nel 1997, Ecuador, Galápagos, vulnerabile)

## Estinti in natura
- Cyanopsitta spixii - ara di Spix
- Aylacostoma chloroticum
- Aylacostoma guaraniticum
- Aylacostoma stigmaticum
- Crax mitu - hocco di Alagoas